# Гергісвіль (Нідвальден)
Гергісвіль (нім. Hergiswil NW) — громада  в Швейцарії в кантоні Нідвальден.

## Географія
Громада розташована на відстані близько 70 км на схід від Берна, 5 км на північний захід від Штанса.
Гергісвіль має площу 14,3 км², з яких на 10,5% дозволяється будівництво (житлове та будівництво доріг), 28,8% використовуються в сільськогосподарських цілях, 45,9% зайнято лісами, 14,8% не є продуктивними (річки, льодовики або гори).

## Демографія
2019 року в громаді мешкало 5776 осіб (+5,6% порівняно з 2010 роком), іноземців було 20,8%. Густота населення становила 404 осіб/км².
За віковим діапазоном населення розподілялося таким чином: 14,6% — особи молодші 20 років, 62,5% — особи у віці 20—64 років, 22,8% — особи у віці 65 років та старші. Було 2725 помешкань (у середньому 2,1 особи в помешканні).
Із загальної кількості 3042 працюючих 53 було зайнятих в первинному секторі, 476 — в обробній промисловості, 2513 — в галузі послуг.